# Агранат, Григорий Абрамович
Григорий Абрамович Агранат (30 декабря 1919, Мстиславль, Смоленская губерния — 6 мая 2007, Москва) — советский и российский экономико-географ, почётный полярник России, автор ряда работ по проблемам использования природных ресурсов и освоению Севера.

## Биография
В 1941 г. окончил географический факультет Московского государственного педагогического института им. Ленина, а в 1946 г. — аспирантуру Географического факультета МГУ им. М. В. Ломоносова.
Начинал карьеру в Главном управлении Северного морского пути. Доктор географических наук (1967), в течение ряда лет работал в Институте географии АН, был членом научного совета Российской академии наук по Арктике и Антарктике. Почетный полярник. Автор десяти монографий и более 320 статей и брошюр, широко сотрудничал с научно-популярными и образовательными изданиями.
Опираясь на зарубежный опыт, критиковал советскую систему использования природных ресурсов, затратную и негибкую модель освоения северных территорий. В постсоветское время выступал за федеральную политику, направленную на устойчивое развитие, а если надо — фактическое содержание северных территорий и против «клондайкского пути». Высказывался по широкому кругу вопросов, связанных с региональным развитием, экологическими проблемами, безопасностью и т. д.
Умер 6 мая 2007 года. Похоронен на Кавезинском кладбище.

## Основные работы
- Гренландия (У карты мира), 1951
- Зарубежный Север, 1957
- Новая техника и освоение зарубежного Севера, 1960
- Использование ресурсов и освоение территории зарубежного Севера, 1984
- Освоение Севера: мировой опыт, 1988
- Возможности и реальности освоения Севера. Глобальные уроки, 1992